# Rue des Colonnes
 (juin 2017).
La rue des Colonnes est une voie du 2e arrondissement de Paris. 

## Situation et accès
La rue des Colonnes est une rue du 2e arrondissement de Paris. C'est un des rares exemples de construction de l'époque révolutionnaire par son apparence néo-grecque, ses trottoirs et ses colonnes. Les promoteurs ont voulu lui donner une fonction urbaine permettant la liaison entre la rue des Filles-Saint-Thomas et le théâtre Feydeau, construit en 1791 par Jacques-Guillaume Legrand et Jacques Molinos.
Ce site est desservi par les stations de métro Quatre-Septembre et Bourse.

## Origine du nom
Le nom de cette voie lui vient du fait qu'elle est bordée de galeries à colonnes.

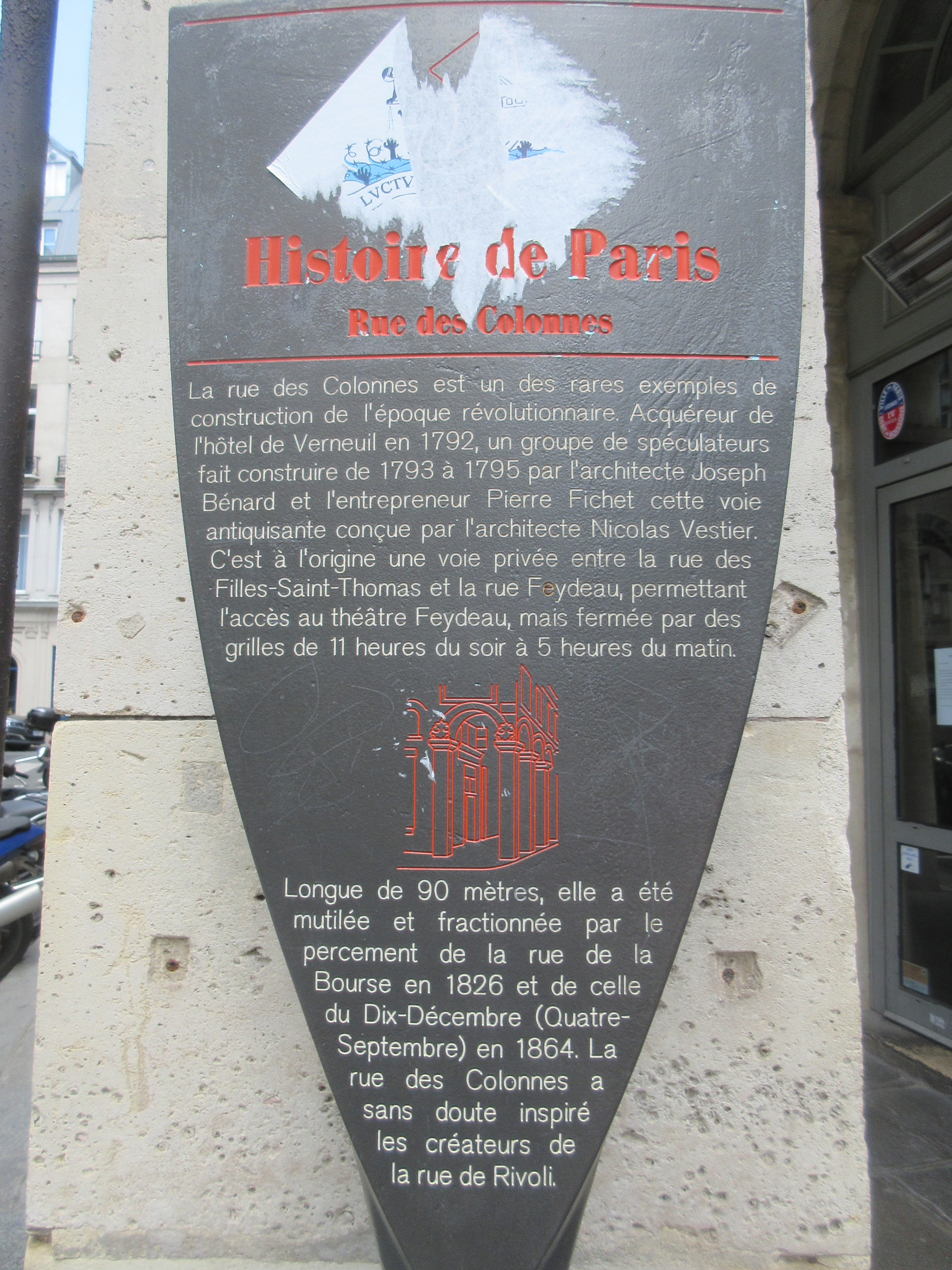
Panneau Histoire de Paris

## Historique

### Construction de la rue. Histoire d'une opération immobilière sous la Révolution

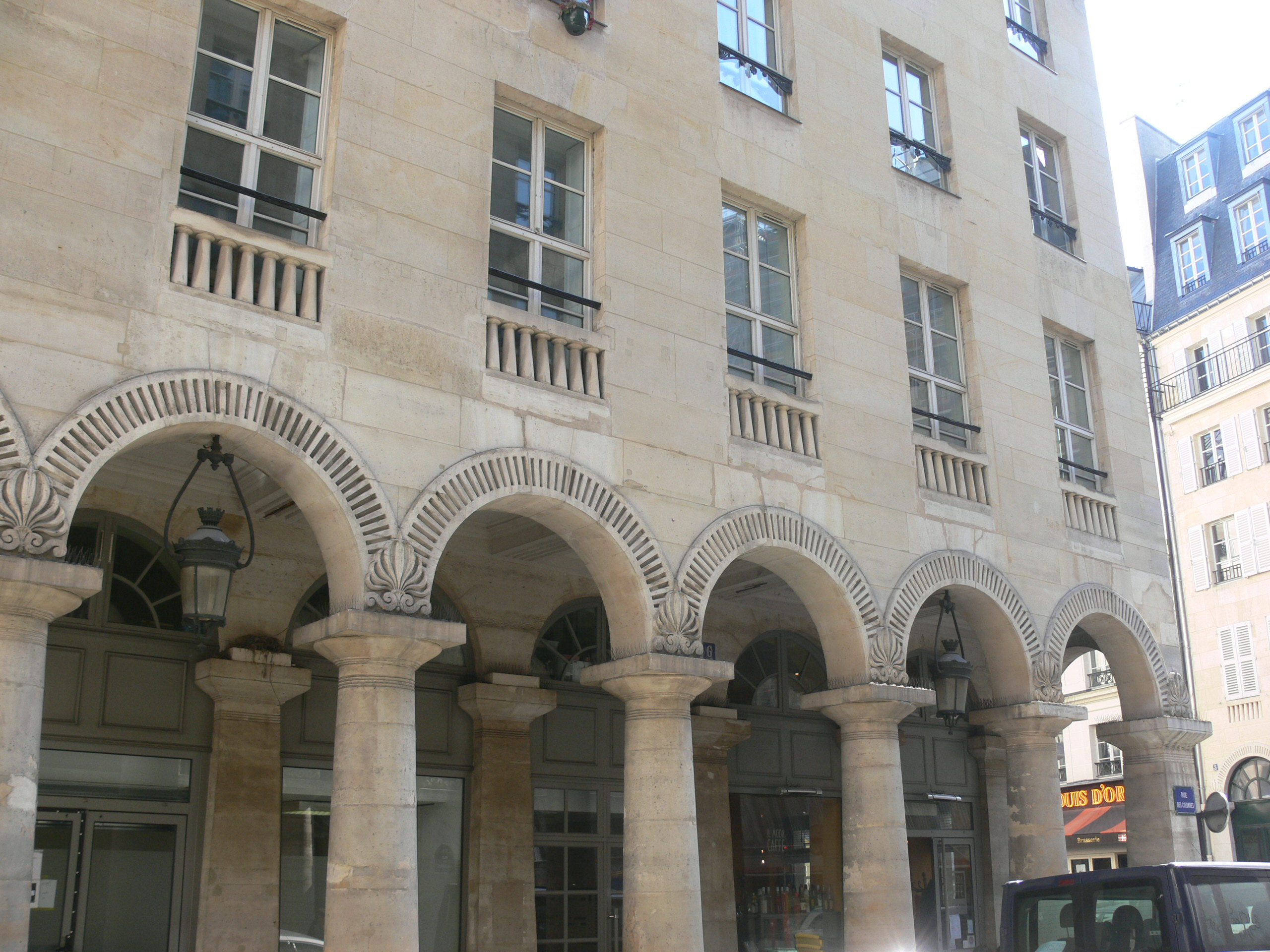
6, rue des Colonnes.

Le 5 juin 1792, devant le tribunal des criées, un groupe d'acquéreurs — Antoine Richard (de Montjoyeux), François Baudecourt, son épouse Anne Chabanel ; Jean-Baptiste Saint-Jean dit « Evrard » — achète pour 480 000 livres l'hôtel de Verneuil. Anne Chabanel lègue sa part à son fils Antoine Jean Job Chabanel le 27 novembre 1792. L'ordonnance d'alignement du 11 juin 1793 et le fait qu'ils constituent une société entre eux le 20 juin 1793 montrent qu'ils souhaitaient, dès l'acquisition de la propriété, engager une opération immobilière comme le décrit le texte de l'acte de création de la société :
« Les comparans sont dans le dessein de faire abattre plusieurs corps de logis actuellement existans et de faire à frais communs d'autres constructions d'après les plans qui seront arrêtés entr'eux à l'unanimité. »
« Les associés déclarent qu'ils ont confié à M. Vestier, architecte, demeurant à Paris rue du faubourg Montmartre la direction des ouvrages et constructions qu'ils se proposent de faire sur le terrain par eux acquis, et ils se réservent de fixer avec lui le montant de son traitement. »
Les plans sont déjà commencés quand est signée le 9 septembre 1793 une convention entre la société et le propriétaire du théâtre Feydeau, Chagot Dufays. Dans cette convention se trouve le premier plan de la rue des Colonnes avec la mention de l'architecte Vestier. Cette convention fixe des règles d'ouverture de fenêtres vers le théâtre Feydeau, l'ouverture d'un passage latéral entre le théâtre et la rue, l'installation de grilles pour fermer la rue entre 11 heures du soir et 5 heures du matin. Ces dispositions se font contre le paiement par les propriétaires de 500 francs par an pendant 27 ans. Un procès ramène cette somme au montant global de 3 000 francs en 1806.
Les plans de l'architecte Nicolas Vestier prévoient des arcades supportées par trente-six colonnes de style dorique inspirées par les temples de Paestum et ornées de palmettes. C'est à l'origine une voie privée entre la rue des Filles-Saint-Thomas et la rue Feydeau, mais fermée par des grilles de 11 heures du soir à 5 heures du matin.
Cette opération est troublée par la condamnation à mort de Jean-Baptiste Saint-Jean, par le tribunal révolutionnaire, le 1er messidor an II (19 juin 1794) à cause d'une spéculation sur les assignats. Ses biens sont alors saisis par les domaines nationaux. La société constituée de Richard et Baudecourt doit les racheter le 15 frimaire an III (5 décembre 1794) pour la somme de 92 800 livres.
En 1794, Vestier, qui a pourtant construit les huit premières maisons jusqu'au premier étage, doit renoncer au projet. Peut-être était-il lié à Jean-Baptiste Saint-Jean qui venait d'être condamné à moins que ce soit la conséquence de son mariage avec Marie-Françoise de Ponson du Ferrail de Bayard qu'il a sauvé du tribunal révolutionnaire. L'ancienne société n'est plus mentionnée à partir de 1794. La société Richard-Baudecourt engage un nouvel architecte. Un cahier des charges se trouvant dans un recueil de lettres patentes fait en 1886 précise : [réf. nécessaire]« Il doit être pratiqué dans la nouvelle construction et de chaque côté de la rue, des galeries publiques de six pieds de largeur, qui règneront dans la hauteur des rez-de-chaussée et des entresols ; ces galeries seront soutenues par des colonnes surmontées d'arcades en plein cintre, formant en tout trente-six travées de chaque côté; chaque travée doit être répétée sur les murs des boutiques par des piliers et arcades de même style que celles du devant. »
Pour rembourser leurs dettes, les deux associés vendent :
- le 9 nivôse an III (29 décembre 1794), les nos 8 et 9, à Commard pour la somme de 150 000 francs ;
- le 25 nivôse an III (14 janvier 1795), les anciens nos 5, 6 et 7, à Joseph Bénard, architecte, et Pierre Frichet, entrepreneur en bâtiment, pour 150 000 livres. Le cours des assignats étant devenu instable, la société Richard et Baudecourt se fait payer en nature comme l'indique un acte du 28 pluviôse an X (17 février 1802) dans lequel il est indiqué que :

« Les S.S. Richard et Baudecourt ont reconnu que les 150 000 livres d'assignats, formant le prix de vente par eux faite aux S.S. Bénard et Fichet, avaient été entièrement absorbées par les ouvrages que ces derniers avaient faits pour eux dans les maisons que lesdits S.S. Richard et Baudecourt avaient fait construire rue des Colonnes. »
Un paragraphe de l'acte de vente du 9 nivôse an III indique que les constructeurs doivent livrer le passage public un an après sous peine de lourdes amendes, soit au plus tard le 31 décembre 1795.
Les différents intervenants dans cette opération vendent alors leurs parts :
- Bénard vend le no 6 le 9 novembre 1799, pour 29 000 francs ;
- Bénard vend le no 5 le 4 août 1809, pour 38 500 francs ;
- Richard et Baudecourt vendent le no 1 le 6 mai 1795 à Jouanne, négociant, pour 400 000 francs.

Richard et Baudecourt procèdent au partage entre eux des biens restant dans la société pour les nos 2 et 4, le 9 thermidor an III (27 juillet 1796). Le no 2 revient à Richard et le no 4 à Baudecourt. Ce partage prévoit l'achèvement des maisons pour le 12 nivôse an IV (1er janvier 1795) sous peine d'amende.
Les nos 3, 10, 11 et 12 restent jusqu'à l'an X bien commun, et le no 13 jusqu'en 1806.
Au total, le coût de l'opération pour les deux associés s'est monté à 572 800 livres. Avec les ventes, Commard et Jouanne la dette initiale est couverte. Les ventes payées en nature à Bénard et Fichet ont permis la construction des bâtiments. Richard et Baudecourt possèdent donc à la fin de l'opération six maisons d'une valeur d'environ 30 000 francs et d'une septième qu'ils vendent 130 000 francs en 1806. Ils ont réussi à doubler leur mise.
La rue des Colonnes est ouverte par l'arrêté du 26 vendémiaire an VI (17 octobre 1797), date à laquelle elle prend officiellement son nom.

### Originalité de la rue des Colonnes
Dans cette opération immobilière, les promoteurs avaient choisi de mêler le commerce à l'habitat. Les arcades couvertes permettaient aux passants d'accéder facilement aux commerces. Ils reprenaient une disposition qui avait été utilisée au passage Feydeau qui était parallèle à la rue. Cette disposition des passages permettant la déambulation des passants le long des commerces va conduire aux passages couverts, séparant locaux commerciaux et habitations et à la rue de Rivoli qui reprend les dispositions de la rue des Colonnes.
Dans chaque immeuble, il y a un appartement différent à chaque étage, séparé, équipé chacun d'une cuisine, d'un cabinet de toilette, d'une garde-robe, d'un salon et d'une chambre. Le premier étage reste l'étage noble avec une pièce supplémentaire qui sert de salle à manger. Cette pièce supplémentaire a été obtenue en plaçant la cuisine dans l'entresol.
L'utilisation d'arcades permettant la circulation à couvert des piétons n'est pas nouvelle à Paris. On peut en voir des exemples avec la place des Vosges, les immeubles de la place de la Concorde (hôtel de Crillon, hôtel de la Marine) et les galeries autour des jardins du Palais-Royal. La rue des Colonnes est une adaptation de ces principes pour la bourgeoisie avec galerie commerciale et habitat à l'étage appliqués à une rue nouvelle, phase de transition entre l'hôtel noble et l'immeuble haussmannien.

### Mutilations de la rue
Elle a été ultérieurement mutilée et fractionnée par le percement de la rue de la Bourse en 1826 et la rue du Dix-Décembre (rue du Quatre-Septembre) en 1864. La rue des Colonnes a sans doute inspiré les créateurs de la rue de Rivoli.
Pour fêter le bicentenaire de la Révolution française, certaines personnes ont eu le projet de reconstituer la façade de la rue des Colonnes sur toute sa longueur. Le projet n'a pas abouti.

## Pour approfondir